# Provincia de Pacasmayo
La provincia de Pacasmayo  es una de las doce que conforman el departamento de La Libertad en el norte del Perú. Limita por el norte con la provincia de Chepén, por el este con el departamento de Cajamarca, por el sur con la provincia de Ascope y por el oeste con el océano Pacífico.
Desde el punto de vista jerárquico de la Iglesia católica, forma parte de la arquidiócesis de Trujillo.

## Historia
La provincia de Pacasmayo fue creada por ley del 23 de noviembre de 1864 y la integraron los distritos de San Pedro de Lloc, Pacasmayo, Jequetepeque, San José y Guadalupe. Años más tarde, se sumó a ellos el distrito de Pacanga, siendo su capital la villa de San Pedro de Lloc. Posteriormente, en 1984, los distritos de Chepén, Pacanga y Pueblo Nuevo pasaron a conformar la provincia de Chepén.
La capital de la provincia y sede del gobierno provincial es el distrito de San Pedro de Lloc. Actualmente, la provincia de Pacasmayo cuenta con los siguientes distritos: San Pedro de Lloc, Pacasmayo, San José, Jequetepeque y Guadalupe.
Durante la guerra del Pacífico, las tropas chilenas invadieron Pacasmayo, destruyeron gran parte del puerto y de la ciudad, incendiaron los ingenios azucareros de poblaciones cercanas, y dejaron muchas víctimas a su paso. Gran parte de la población, que no resultó afectada o muerta por el daño directo, tuvo que ceder sus bienes a los agresores para evitar ser lastimados, luego eran saqueados totalmente.

## Geografía
La provincia tiene una extensión de 1126,67 km². La población de la provincia de Pacasmayo es de 93 973 habitantes, según el censo del año 2005, de los cuales 86 459 viven en el área urbana y 7514 en el área rural (Fuente: INEI, www.inei.gob.pe).

## División administrativa
Está dividida en cinco distritos:
1. San Pedro de Lloc
2. Guadalupe
3. Jequetepeque
4. Pacasmayo
5. San José

## Capital
La capital de la provincia es la ciudad de San Pedro de Lloc.

## Autoridades

### Regionales
- Consejero regional
  - 2025-2028:[3] Jesús Andrés Luján Carrión (Alianza Popular Revolucionaria Americana)

### Municipales
- 2023-2026
  - Alcalde: Tomas Amancio Escobar , de Perú Libre (LAPICITO).

- 2019-2022[3]
  - Segundo Alcalde: Jesús Alexander Lújan Soto (Castigado), de Fuerza Popular.
  - Regidores:

  1. María Teresa de Jesús Mattos Alva (Alianza para el Progreso)
  2. Carmen Aurora Arana Felipe (Alianza para el Progreso)
  3. José Edwin Cabos Urrunaga (Alianza para el Progreso)
  4. Cindy Rosmery Vértiz Quiroz (Alianza para el Progreso)
  5. Miguel Arnulfo Ruiz García (Alianza para el Progreso)
  6. Manuel Eli Quiroz Aguilar (Alianza para el Progreso)
  7. Edwin Richard Reyes Urteaga (Alianza para el Progreso)
  8. Carlos Alberto Grados Mendoza (Súmate)
  9. Walter Oswaldo Flores Sánchez (Partido Aprista Peruano)
  10. Belly Paola Méndez Malca (Todos por el Perú)
  11. Augusto Emilio Arias Corrales (Fuerza Popular)

### Policiales
- Comisario: Mayor PNP

## Festividades
- San Pedro

## Atractivos turísticos
- Pakatnamu: Complejo arqueológico moche compuesto de cincuenta pirámides truncadas además de plazas, murallas, habitaciones y muros con relieve. Ubicado a 14 km de Pacasmayo en la desembocadura del río Jequetepeque.[4]

- Bosque de Cañoncillo: Se trata de un área natural protegida, con sus bosques secos de algarrobo de hasta 8 m de altura en medio de las dunas. Ubicado en el distrito de San José sobre la margen izquierda del río Jequetepeque.[5]

- Iglesia matriz de San Pedro de Lloc: Data de la segunda mitad del siglo XVII, tiene un retablo mayor de estilo rococó en el que destaca la talla de san Pedro. Ubicada en la plaza de armas de la ciudad de San Pedro de Lloc, a 82 km de la ciudad de Trujillo.[6]

- Bosque y Complejo Arqueológico El Cañoncillo en el distrito de San José.